# Pinus massoniana
Pinus massoniana är en tallväxtart som beskrevs av Aylmer Bourke Lambert. Pinus massoniana ingår i släktet tallar, och familjen tallväxter. IUCN kategoriserar arten globalt som livskraftig. Arten är endemisk i Taiwan, södra Kina och norra Vietnam.
Brinnande ved från arten används för att ge tesorten lapsang souchong dess karaktäristiska rökiga smak.

## Underarter
Arten delas in i följande underarter:
- P. m. hainanensis
- P. m. massoniana

## Bildgalleri

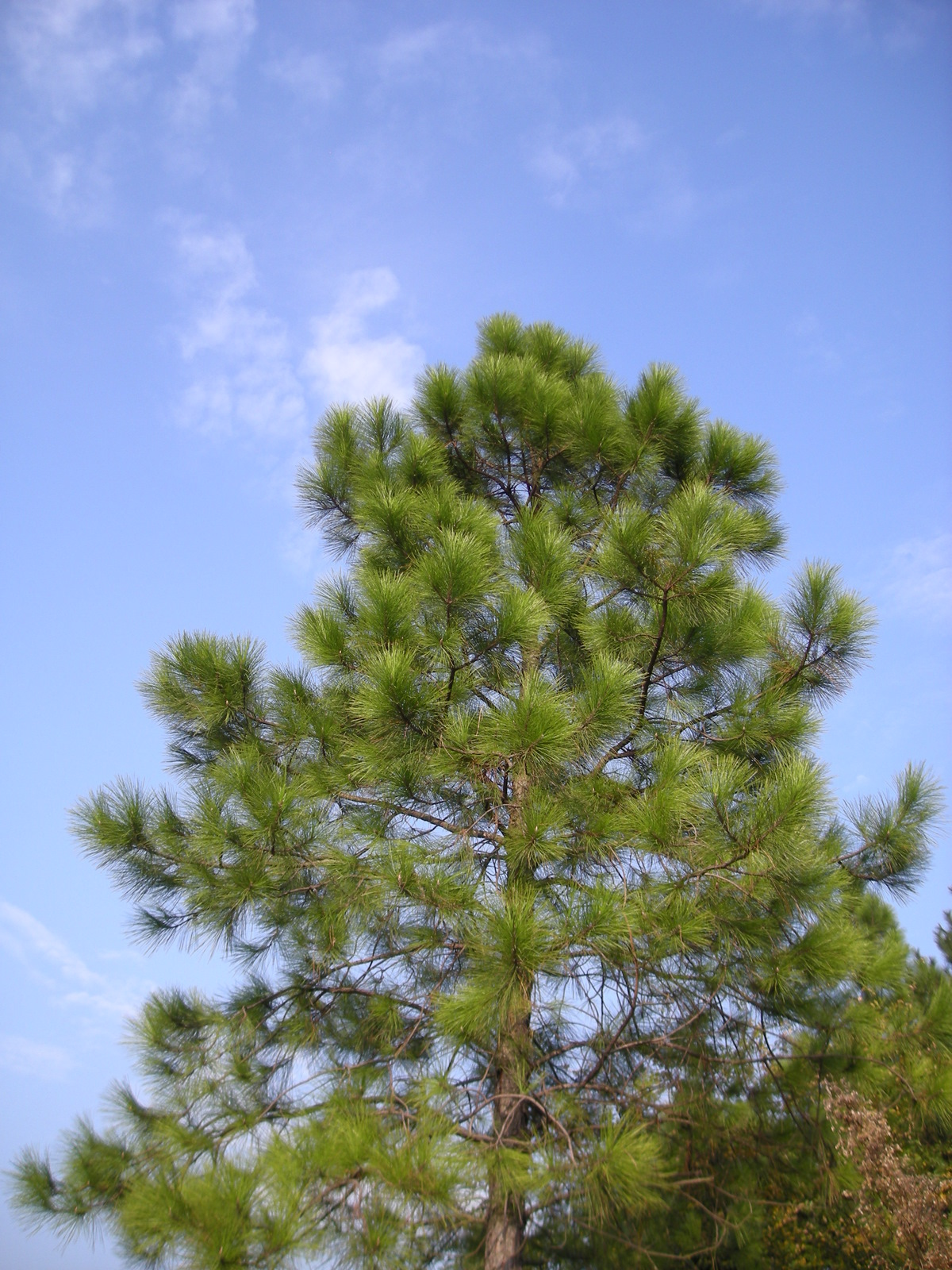
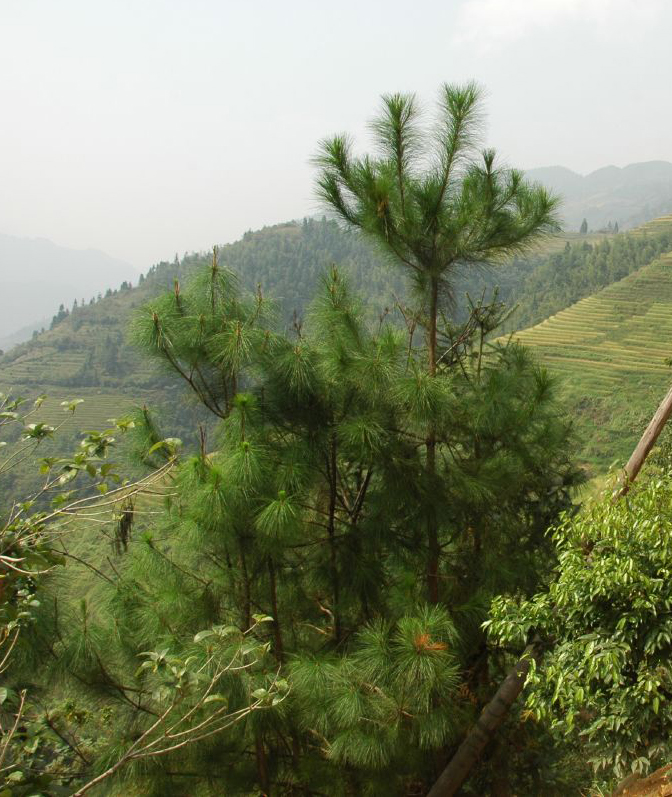
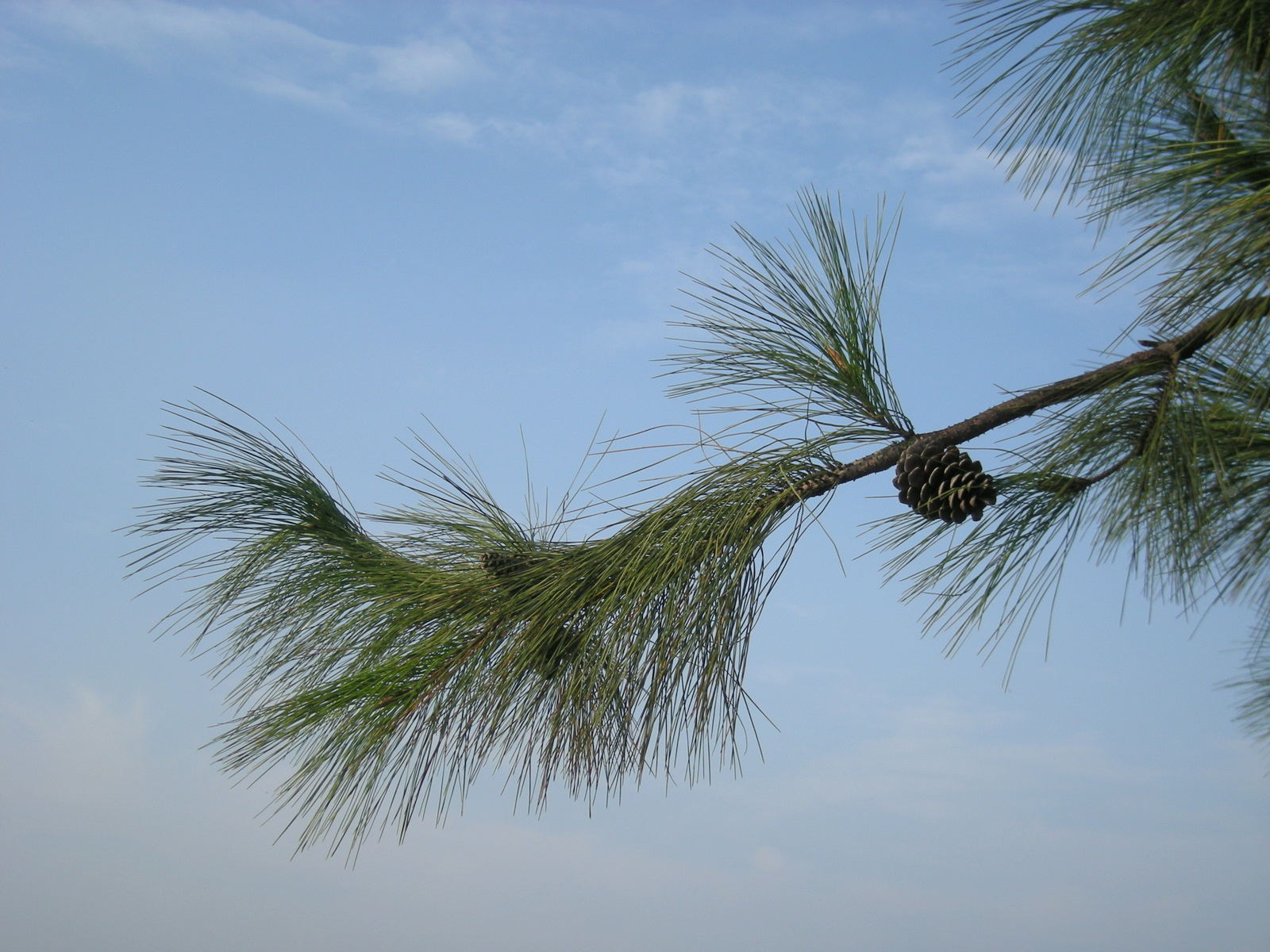